# Qarah Chāh
Qarah Chāh (persiska: قره چاه) är en ort i Iran.   Den ligger i provinsen Nordkhorasan, i den nordöstra delen av landet, 600 km öster om huvudstaden Teheran. Qarah Chāh ligger 1 198 meter över havet och antalet invånare är 357.
Terrängen runt Qarah Chāh är platt åt sydväst, men åt nordost är den kuperad. Runt Qarah Chāh är det ganska glesbefolkat, med 30 invånare per kvadratkilometer. Närmaste större samhälle är Garātī, 19,5 km väster om Qarah Chāh. Trakten runt Qarah Chāh är ofruktbar med lite eller ingen växtlighet.